# Bruno Ganz

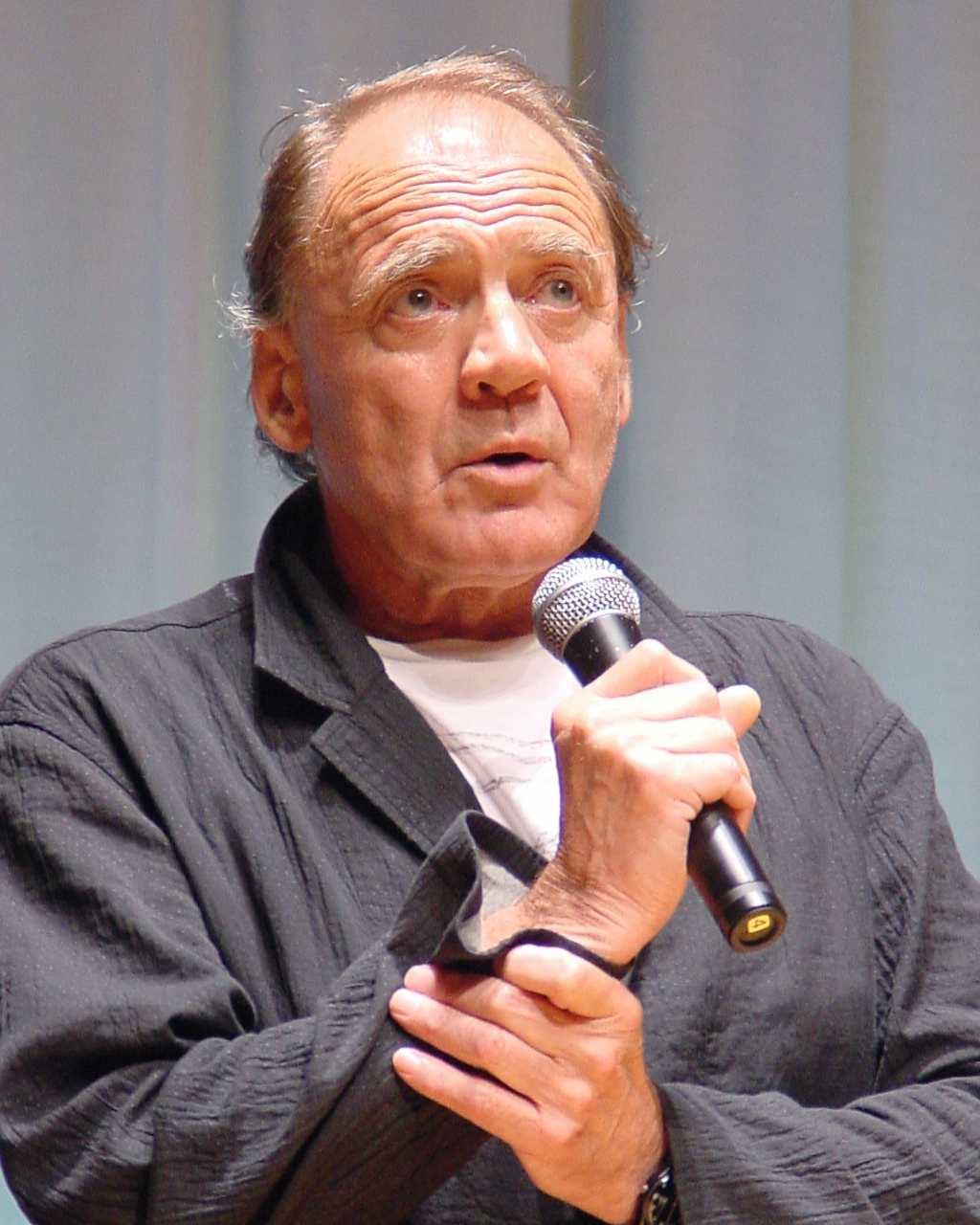
Bruno Ganz 2005.

Bruno Ganz, född 22 mars 1941 i Zürich, död 16 februari 2019 i Au i Wädenswil i kantonen Zürich, var en schweizisk skådespelare. Ganz talade flytande tyska, engelska, franska och italienska och samarbetade med filmskapare som Werner Herzog, Éric Rohmer, Francis Ford Coppola och Wim Wenders. Med den senare fick han sitt filmgenombrott i rollen som Jonathan Zimmerman i Den amerikanske vännen (1977) och gjorde även ängeln Damiel i Himmel över Berlin (1987) och Fjärran, så nära! (1993).
Ganz blev internationellt känd för sin gestaltning av Adolf Hitler i den Oscarsnominerade filmen Undergången - Hitler och Tredje rikets fall (2004). Han medverkade även i flera engelskspråkiga filmer, däribland i Pojkarna från Brasilien (1978), Strapless (1989), The Manchurian Candidate (2004), The Reader (2008), Unknown (2011) och Remember (2015).
Bland europeiska utmärkelser märks European Film Award åren 2000, 2004 (Bästa skådespelare) och 2010 (Lifetime award).

## Filmografi i urval
- 1976 – Markisinnan von O...
- 1976 – Kvinnolek
- 1977 – Den amerikanske vännen
- 1978 – Pojkarna från Brasilien
- 1979 – Nosferatu - nattens vampyr
- 1983 – Den vita staden
- 1987 – Himmel över Berlin
- 1989 – Undergångens arkitektur (tysk berättarröst)
- 1989 – Strapless
- 1991 – Naturens barn
- 1993 – Fjärran, så nära!
- 1995 – Lumière et Compagnie (delen "Wim Wenders")
- 1998 – Evigheten och en dag
- 2000 – Bröd och tulpaner
- 2003 – Luther
- 2004 – The Manchurian Candidate
- 2004 – Undergången - Hitler och Tredje rikets fall
- 2006 – Vitus
- 2007 – Youth Without Youth
- 2008 – Der Baader Meinhof Komplex
- 2008 – The Reader
- 2011 – Unknown
- 2013 – Night Train to Lisbon
- 2013 – Laglös
- 2013 – The Counselor
- 2014 – En iskall jävel
- 2015 – Remember